# 腋花苋
腋花苋（学名：Amaranthus roxburghianus）为苋科苋属的植物。分布于印度、斯里兰卡以及中国大陆的山西、甘肃、新疆、宁夏、河南、陕西、河北等地，生长于海拔1,800米的地区，常生长在旷地或田地旁，目前尚未由人工引种栽培。

## 别名
罗氏苋（中国北部植物图志）